# Andrés Montiel
Andrés Montiel (Guadalajara Jalisco, México) es un Actor de Cine, Teatro y Televisión. Aunque es mexicano de nacimiento, tiene también la nacionalidad española por herencia.

## Trayectoria
Andrés debuta en las tablas en su ciudad natal Guadalajara con la obra Intimidad, al poco tiempo se muda al Distrito Federal, donde acumula varias puestas en escena,  entre las que se encuentran Hamlet, (interpretando al príncipe de Dinamarca), Algo de verdad, El Oeste Solitario y Telefonemas, obra que le valió un premio como mejor actor.
Su primera oportunidad en el cine llegó a través de su compañero de piso Marco Pérez (Amores perros), quien lo llevó accidentalmente al proceso de casting de la película Frida (2002) de la cineasta Julie Taymor. Aunque el papel fue designado para otro actor, la directora de casting Claudia Becker al gustarle tanto la audición de Montiel, lo recomendó al cineasta Carlos Carrera para su nuevo proyecto, El crimen del padre Amaro.
Al terminar su trabajo en una de las películas más taquilleras de la historia del cine mexicano, empieza a participar en más películas: Más que nada en el mundo (2006), Párpados azules (2007), La zona (2007), Llamando a un ángel (2008), Desafío (2010), entre otras. Algunas de estas cintas siendo ganadoras de reconocimientos en festivales internacionales de cine. 
En dos ocasiones consecutivas fue premiado en Italia por su actuación en la película  Día Seis (2016)
Ha participado también en varias cintas con temas de carácter histórico como Morelos de Antonio Serrano, (interpretando a don Agustín de Iturbide); Ciudadano Buelna del director Felipe Cazals; Cinco de mayo: La batalla y Cantinflas.
En televisión ha destacado su participación en series como El encanto del águila encarnando a Gustavo A. Madero; al igual que series para Once TV como Estado de gracia y Tlatelolco, verano del 68; pero en especial con el personaje del bloggero/periodista Emilio Ferreira de la exitosa teleserie Infames.
Podemos ver más de su trabajo en otras series destacadas como Club de Cuervos, El César y la épica Pancho Villa: El Centauro del Norte; así como protagonizando los largometrajes Almas Rotas  y Monstruosamente Solo.

## Filmografía

### Cine
- Almas Rotas (2022)
- Monstruosamente Solo (2020)
- El que busca encuentra (2017)
- Día Seis (2016)
- El Hotel (2015)
- Las Aparicio (2015)
- Cantinflas (2014)
- Ciudadano Buelna (2013)
- Cinco de mayo: La batalla (2013)
- 12 segundos (2012)
- Morelos (2012)
- Cristiada (2011)
- Tlatelolco, verano del 68 (2010)
- Samurai (2010)
- Desafío (2010)
- Bala mordida (2009)
- La zona  (2008)
- Llamando a un ángel (2008)
- Párpados azules (2007)
- Más que a nada en el mundo (2007)
- Alta infidelidad (2006)
- La sombra del sahuaro (2004)
- El crimen del padre Amaro (2002)
- Frida (2002)

### Televisión
- Sangre llama sangre (2024)[1]
- Pancho Villa: El Centauro del Norte (2023)[2]
- Un extraño enemigo (2022)[3]
- Run Coyote Run (2018)
- La bella y las bestias (2018)
- Tlatelolco, verano del 68 (2018)
- El César (2017)
- La querida del Centauro (2016)
- Club de Cuervos (2015)
- Infames (2012)
- Estado de gracia (2012)
- El encanto del águila (2011)
- Los Minondo (2010)
- Bienes raíces (2010)
- PostData (2005)
- Las Juanas (2004)
- American Family (2003)
- Clase 406 (2003)